# 花園駅 (香川県)
花園駅（はなぞのえき）は、香川県高松市花園町一丁目にある、高松琴平電気鉄道長尾線の駅である。駅番号はN03。
以前は有人駅であったが、経営悪化による合理化で無人駅となった。途中下車指定駅。

## 駅構造
相対式2面2線の地上駅。
のりば
| 乗り場 | 路線    | 方向 | 行先                 |
| ------ | ------- | ---- | -------------------- |
| 1      | ■長尾線 | 上り | 瓦町・高松築港方面   |
| 2      | ■長尾線 | 下り | 高田・平木・長尾方面 |

当駅から長尾方面への次の駅である林道駅までの間は1.8kmと長尾線で最も長くなっている。長尾線の平均駅間は0.97kmであるので当駅-林道間はその2倍近い長さがあるということになる。

## 利用状況
1日の平均乗降人員は以下の通りである。
| 1日乗降人員推移 | 1日乗降人員推移 |
| 年度            | 1日平均人数     |
| --------------- | --------------- |
| 2011年          | 703             |
| 2012年          | 698             |
| 2013年          | 716             |
| 2014年          | 735             |
| 2015年          | 969             |
| 2016年          | 1,097           |
| 2017年          | 1,051           |
| 2018年          | 1,025           |

## 駅周辺
- 香川県道43号中徳三谷高松線
正面の北行き一方通行の道路がそれである。
- 香川県道155号牟礼中新線
- 香川日産自動車本店
2024年7月4日より建て替えのため三名町の仮店舗に移転。
- 香川三菱自動車販売本店
- 高松市立花園小学校
- 高松花園町郵便局
- 高松高等予備校
2015年4月に桜町（JR栗林駅前）から移転（旧セシール第5ビル）。
- 高松信用金庫花園支店
2009年9月に現在地に移転。2006年8月まで中国銀行高松東支店があった場所。
- 四季食彩館ムーミー花園店
- オリーブ高松メディカルクリニック（旧・高松逓信病院→NTT高松病院→NTT西日本高松診療所） - 2001年に診療所化、2015年に売却。
- 高松市立玉藻中学校
- 花園町バス停

## 歴史
- 1954年8月1日 花園信号所が駅に昇格、花園駅として開業。

## 画像

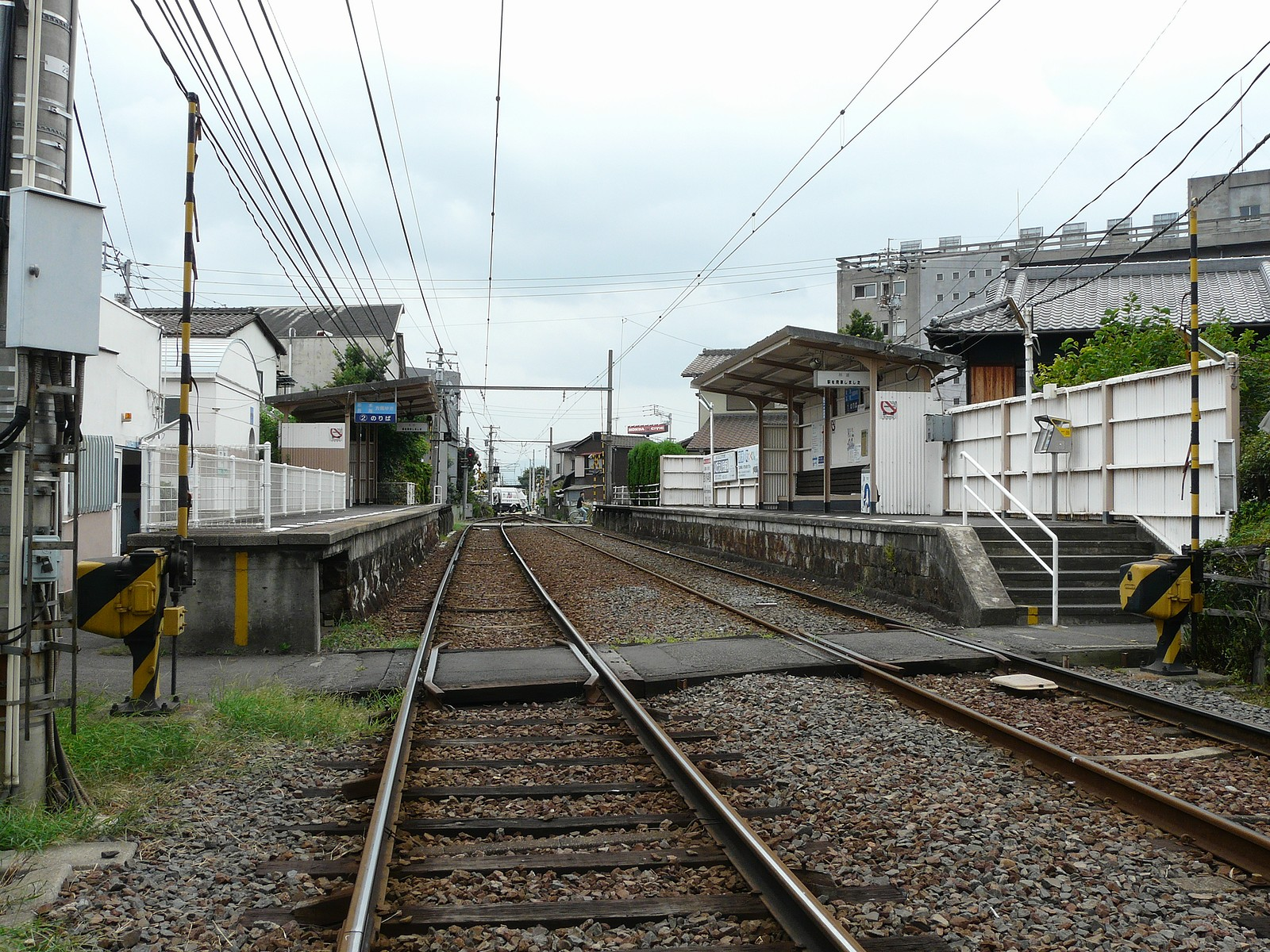
ホーム　瓦町方より
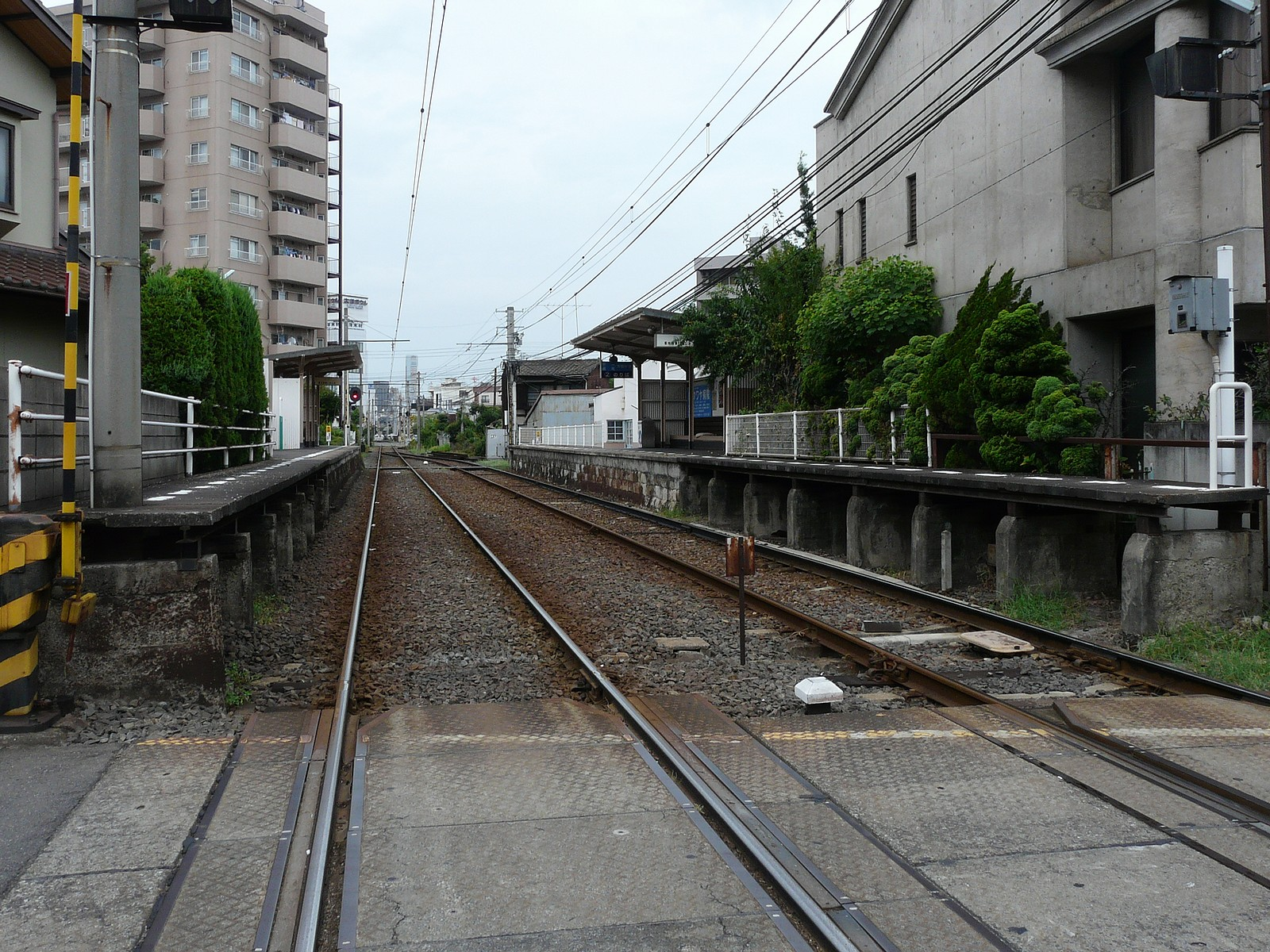
ホーム　林道方より
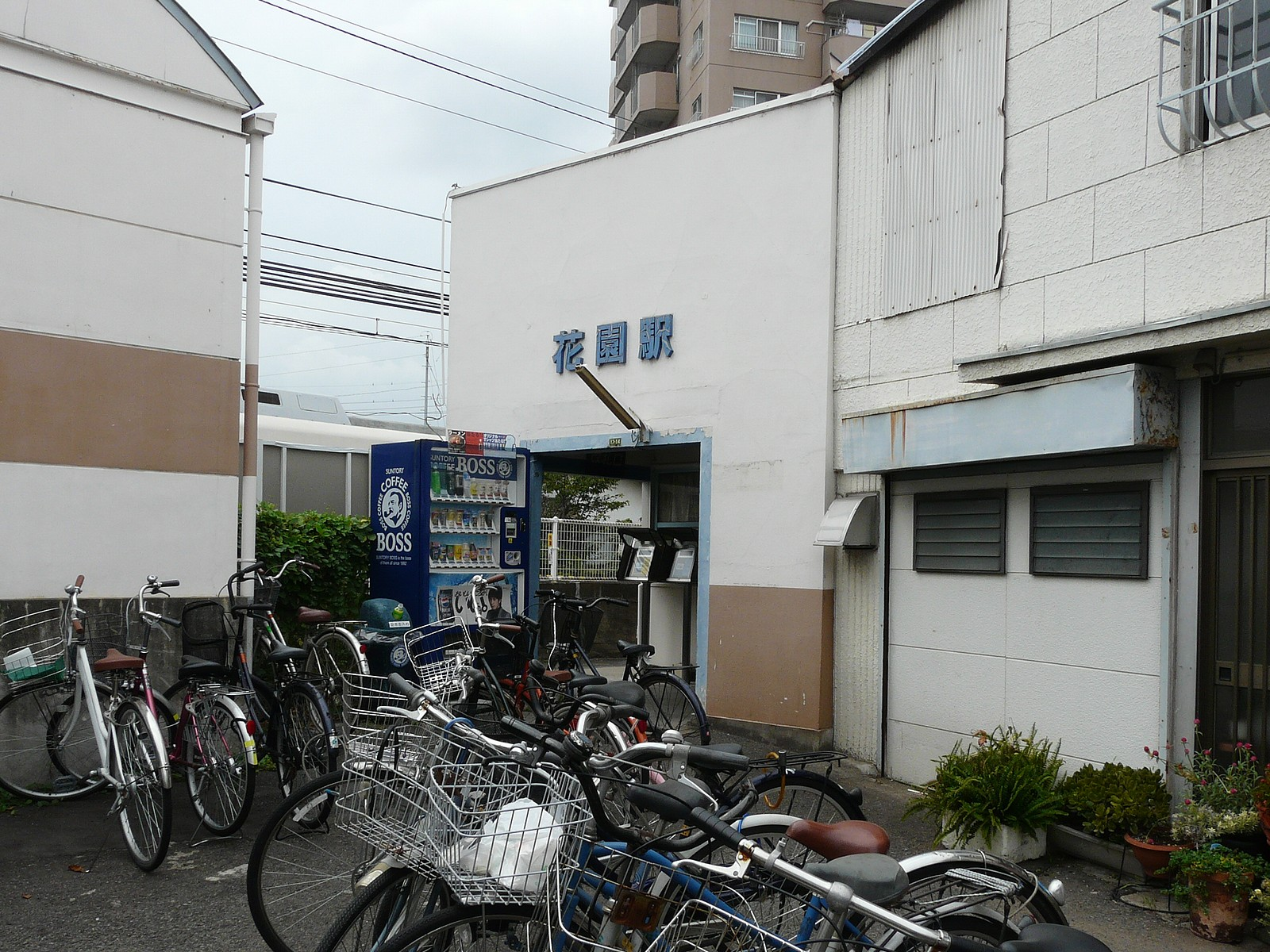
旧駅舎

## 隣の駅
高松琴平電気鉄道
■長尾線
瓦町駅（N02） - （出晴駅） - 花園駅（N03） - （御坊川駅） - 木太西口駅  - 林道駅（N04）
1. 1 2  当駅の開業時には既に廃止
2. ↑  当駅の開業時には経路変更により既に廃駅跡を通らない経路になっている。